# VDI 7001
Die Richtlinie VDI 7001 mit dem Titel „Kommunikation und Öffentlichkeitsbeteiligung bei Planung und Bau von Infrastrukturprojekten – Standards für die Leistungsphasen der Ingenieure“ ist seit März 2014 in Kraft. Diese VDI-Richtlinie besteht aus zwei großen Abschnitten: 
1. Allgemeine Anforderungen an gute Kommunikation und Öffentlichkeitsbeteiligung,
2. Gute Kommunikation und Öffentlichkeitsbeteiligung in den Leistungsphasen der Ingenieurplanung.

Ferner sind zwei Prüflisten „Gute Kommunikation und Öffentlichkeitsbeteiligung“ und „Verständlich kommunizieren“ Bestandteil der Richtlinie.

## Anwendungsbereich
In der Richtlinie VDI 7001 finden sich in komprimierter Form Grundprinzipien und Standards, wie eine „gute“ Kommunikation und Öffentlichkeitsbeteiligung bei Bau- und Infrastrukturprojekten gestaltet werden soll. Sie richtet sich vor allem an Vorhabenträger, Generalplaner, Ingenieur-/Planungsbüros, Projektsteuerer, ausführende Unternehmen, Behörden und Bauämter sowie an Verbände und Bürgerinitiativen. Die Richtlinie kann auch für kleinere Planungsvorhaben (beispielsweise Umgehungsstraßen) angewendet werden. Der Planungsleitfaden des Landes Baden-Württemberg sowie die dazu gehörige Verwaltungsvorschrift verweisen explizit auf die Richtlinie VDI 7001 und empfehlen deren Anwendung.

## Allgemeine Anforderungen
Formelle Verfahren dienen der Gewährleistung von Rechtssicherheit und Klagerechten. Sie können durch Kommunikation und informelle Beteiligungsprozesse begleitet und ergänzt werden. Gute Kommunikation und Öffentlichkeitsbeteiligung und ihre Instrumente lassen sich nach der angestrebten Wirkung unterscheiden in
1. Information,
2. Konsultation und
3. Mitgestaltung.

Jede dieser Ebenen stellt unterschiedliche kommunikative Anforderungen und erfordert entsprechende Instrumente. Welche dies sind, wird in der Richtlinie beschrieben.
Auf der Informations-Ebene ist es Ziel, die breite Öffentlichkeit auf ein konkretes Vorhaben aufmerksam zu machen und über Projektziele und Planungsstand in Kenntnis zu setzen, aber auch aktiv um Verständnis für den allgemeinen und den konkreten Nutzen zu werben. Bereits von Anfang an müssen Vorhabenträger Transparenz herstellen.
Auf der Konsultations-Ebene werden in einem intensiven Prozess konkrete Vorschläge diskutiert sowie Ideen und Handlungsempfehlungen erarbeitet, auf die die beteiligten Akteure später aufbauen können. Die direkte Interaktion zwischen Vorhabenträgern und einer (interessierten) Öffentlichkeit hat dabei einen explizit beratenden Charakter. Ziel ist es, lokales Wissen abzufragen sowie vielfältige Interessen und Perspektiven in die Planung einzubeziehen.
Auf der Ebene der Mitgestaltung geht es um die strukturierte Bearbeitung von Kontroversen, konkreten Problemstellungen und gegensätzlichen Interessenlagen im Zuge des Planungs- und Bauprozesses. Ziel ist eine auf Ausgleich zwischen den Interessengruppen ausgerichtete Problemlösung, mindestens aber eine Versachlichung der Debatte mittels einer gemeinsamen Faktenklärung.
Eine durchdachte Kommunikationsstrategie mit aufeinander abgestimmten Informations-, Konsultations- und Mitgestaltungsinstrumenten vergrößert den Handlungsspielraum der Vorhabenträger. Sie spart tendenziell Zeit und Geld. Und sie steigert Sicherheit der Planung und Realisierung, weil Verzögerungen und Kosten durch spätere Einwände bei der Projektumsetzung vermieden werden können.
Die Richtlinie enthält darüber hinaus zehn allgemeine Grundregeln für gute Kommunikation und Öffentlichkeitsbeteiligung. Sie wurden aus guten Beispielen aus der Praxis abgeleitet und greifen neuere Erkenntnisse der akademischen Debatte zum Thema „Bürgergesellschaft und kollaborative Demokratie“ auf. Ihre Einhaltung sichert sowohl Glaubwürdigkeit als auch Qualität des Verfahrens. Und sie schafft eine gemeinsame Dialogbasis für Vorhabenträger, Projektkritiker und andere relevante Beteiligte. Zu den Regeln zählen u. a.: eine aufgeschlossene und wertschätzende Grundhaltung; frühzeitige Einbeziehung der Bürger und unterschiedlicher Interessen; eine umfassende Faktenklärung; eine professionelle Prozessgestaltung für Fairness und Transparenz; eine auch für Laien verständliche Kommunikation.

## Kommunikation und Öffentlichkeitsbeteiligung in den einzelnen Leistungsphasen der Ingenieurplanung
Neben den allgemeinen Regeln formuliert die Richtlinie VDI 7001 für jede einzelne Leistungsphase Standards für gute Kommunikation und Öffentlichkeitsbeteiligung. Sie orientiert sich dabei an den neun Leistungsphasen der Honorarordnung für Architekten und Ingenieure (HOAI): Grundlagenermittlung, Vorplanung, Entwurfsplanung, Genehmigungsplanung, Ausführungsplanung, Vorbereitung und Mitwirkung bei der Vergabe, Bauausführung/Objektüberwachung sowie Objektbetreuung und Dokumentation. In den Phasen Grundlagenermittlung und Vorplanung geht es unter anderem darum, auf Seiten der Vorhabenträger die Voraussetzungen für eine gelungene Kommunikation und Öffentlichkeitsbeteiligung zu schaffen. Dazu zählen Empfehlungen zur Aufbau- und Ablauforganisation, zu Stakeholder- und Themenfeldanalysen sowie zur Strategieentwicklung. In den Phasen Entwurfs- und Genehmigungsplanung geht es unter anderem um die Verständlichkeit von Planungsunterlagen. Während der Bauausführung stehen der Anwohner-Dialog und das Baustellen-Marketing im Mittelpunkt.

## Schulungen
Die Anwendung der Richtlinie VDI 7001 soll durch Schulungen unterstützt werden. Die Richtlinie VDI 7001 Blatt 1 soll dies erleichtern und gleichzeitig die Qualität von Schulungen sichern. Sie ist seit 2015 in Kraft und gilt für Schulungen zum Zweck der Weiterbildung von interessierten Personen im Bereich Kommunikation und Öffentlichkeitsbeteiligung bei Planung und Bau von Infrastrukturprojekten. In der Richtlinie VDI 7001 Blatt 1 sind erforderliche Qualifikationen von Referenten beschrieben. Auch werden Qualitätsmerkmale für Schulungseinrichtungen und Schulungsinhalte formuliert.